# Wain
Wain település Németországban, azon belül Baden-Württembergben. Lakosainak száma 1713 fő (2023. december 31.).

## Népesség
A település népessége az elmúlt években az alábbi módon változott:
| Lakosok száma | 1144 | 1195 | 1171 | 1246 | 1346 | 1466 | 1502 | 1530 | 1551 | 1713 |
|               | 1961 | 1967 | 1974 | 1980 | 1987 | 1993 | 2000 | 2006 | 2013 | 2023 |